# Yoas II
Yoas II d'Éthiopie Négus d'Éthiopie sous le nom de Adyam Sagad III de 1818 à 1821.

## Contexte
Fils cadet du Négus Hezqeyas. Après avoir vecu retiré au monastère de Waldabba entre 1812 et 1818, il succède à son frère Egwale Syon par la volonté de l'Enderassie (vice roi) Ras Gugsa Merso le 14 juin 1818. Il fut de dernier Négus de sa lignée à recevoir un nom de règne et sans doute à être couronné selon les anciennes coutumes. Il meurt à Gondar le 3 juin 1821 sans laisser d'héritier.